# Bangun Jaya (Tanjung Batu)
Bangun Jaya is een bestuurslaag in het regentschap Ogan Ilir van de provincie Zuid-Sumatra, Indonesië. Bangun Jaya telt 2418 inwoners (volkstelling 2010).